# Mespelare
Mespelare település a belgiumi Flandria régióban, Kelet-Flandria tartományban található. 1977-ben összevonták a szomszédos Dendermonde városával. A település lakossága 540 fő, teljes területe 1.98 km2

## Látnivalók

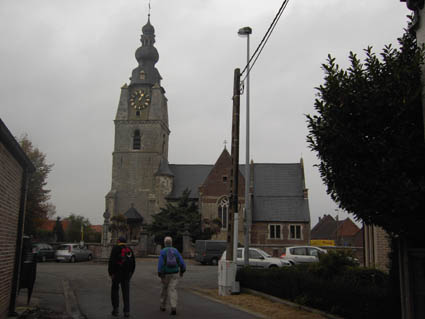
Mespelaere központja és a Szent Aldegondis-nak szentel templom

A Mespelare központjában  található, Szent Aldegondis-nak szentel templom román stílusú és 12. sz.-ból származik. A templom tornyában található haragjáték harangjai a 18., 19. és 20. századból származnak. A toronyban összesen 21 harang található, melyek össztömege 381 kg, a nagyharang tömege 38 kg. Ez a harangjáték, népszerű nevén "De pareltjes van Mespelare" (azaz Mespelare ékkövei) Belgium egyik legkönnyebb, kézzel működtethető haragjátéka és hangja a legtisztábbak közé tartozik. Lorenz Meulebroek szokott rendszeresen játszani rajta.

## Érdekességek
- Franciaországban jelenleg 65 személy él, akinek a családi neve „Mespelaere”, a név ezzel a 132 068-ik helyen található a legfontosabb francia családnevek között (az első helyen a “Martin” található, összesen 235846 személy viseli ezt).[1]
- Az Egyesült Államok Kongresszusi Könyvtára (Library of Congress) gyűjteményében megtalálható egy hangszalag, amely a mespelaere-i templom harangjain előadott "Trommel - 15 Uur" című népdalt tartalmazza. A szalag nyilvántartási száma AFS 12,092A2 [2]
- Justus de Harduwijn (1582, Gent – 1636, Oudegem) németalföldi költő és katolikus pap, a Goddelycke wenschen református értekezés fordítója (az eredetit 1624-ben Herman Hugo írta, Pia desideria címmel.[3] 1607-től haláláig Oudegem és Mespelaere települések lelkésze.[4]
- Fénykép Mespelaere címerével: